# Nižná (Tvrdošín)
Nižná je naseljeno mjesto u okrugu Tvrdošín u Žilinskom kraju u Slovačkoj.

## Stanovništvo
| Godina:     | 1993. | 2003.   | 2013.   | 2023.   |
| ----------- | ----- | ------- | ------- | ------- |
| Broj ljudi: | 3941  | 4076    | 4006    | 3928    |
| Razlika:    |       | +3,42 % | -1,71 % | -1,94 % |

| Godina:     | 2022. | 2023.   |
| ----------- | ----- | ------- |
| Broj ljudi: | 3935  | 3928    |
| Razlika:    |       | -0,17 % |

Prema podatcima o broju stanovnika iz 2023. godine naselje je imalo 3928 stanovnika.

## Vanjske poveznice
|  | Zajednički poslužitelj ima još gradiva o temi Nižná (Tvrdošín) |

- Službena stranica naselja (sl.)